# Anteos clorinde
Anteos clorinde é uma borboleta da família Pieridae. É encontrada na América do Sul, América Central e no sul da América do Norte.
As larvas se alimentam de Senna spectabilis.

## Subespécies
- Anteos clorinde clorinde (Godart, 1824)
- Anteos clorinde nivifera (Frushstorfer, 1908)